# Boss

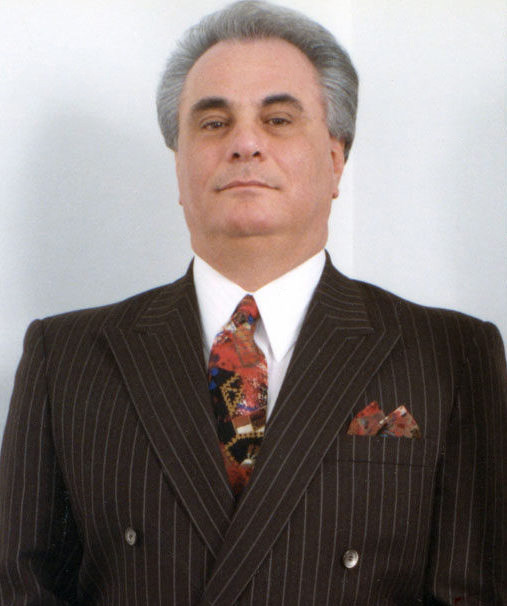
John Gotti, boss al familiei Gambino, într-o fotografie realizată la sediul FBI din New York (1990)

Un boss - cunoscut și ca don, kingpin, naș sau geniu criminal - este o persoană care conduce un grup implicat în crima organizată. Bossul are controlul absolut sau aproape absolut asupra celorlalți membri ai organizației și este dispus să elimine pe oricine atât ca să-și exercite influența, cât și ca să obțină foloase materiale și venituri.
Unele grupuri ar putea avea doar două funcții sau grade (un șef și soldații săi). Alte grupuri au o structură organizațională complexă care include mai multe grad și variază în funcție de mediul cultural. Organizațiile criminale din Sicilia diferă ca structură de cele din Italia continentală, iar cele din Statele Unite diferă de cele din Europa și de găștile latinoamericane sau cele afroamericane. Dimensiunea organizației este, de asemenea, importantă deoarece găștile⁠(d) care activează la nivel regional sau național sunt mult mai complexe.

## Mafia italiană

Structura unei familii asociate mafiei americane.

Bossul din mafia siciliană și americană este liderul unei familii implicate în crima organizată și cel care ia deciziile. Doar bossul, subșeful și consigliere-ul pot permit unui asociat să devină membru al familiei, i.e. made man. Bossul poate promova sau retrograda membri după bunul plac și este singurul care poate sancționa crimele comise în interiorul familiei și în afara sa. Dacă acesta este încarcerat sau nu poate să muncească, el plasează un șef interimar care este responsabil de activitățile familiei. Când un boss moare, membrii familiei aleg un nou șef din interiorul organizației.
Structura standard în cadrul mafiei din Sicilia și Statele Unite este de obicei astfel:
- Șef al tuturor șefilor - cunoscut și sub numele de capo dei capi, capo di tutti i capi sau naș (în italiană padrino) - a fost un titlu acordat de mass-media celui mai puternic boss din întreaga mafie, însă mafia nu a recunoscut niciodată poziția. Cel mai important corp care decide asupra problemelor dintre familii este Comisia (a se vedea și Comisia mafiei siciliene⁠(d)).
- Boss - cunoscut sub numele de capomandamento, capocrimine⁠(d), reprezentant, don⁠(d) sau naș - este cel mai înalt nivel dintr-o familie.[5][6] [7]
  - Acting boss (în română șef interimar) - preia funcția de boss al familiei dacă șeful oficial este ucis, bolnav sau încarcerat.
  - Front boss (în română șef de fațadă) - participă la evenimentele publice în locul șefului oficial cu scopul de a distrage atenția oamenilor legii și păstra ascunsă identitatea adevăratului lider.
- Subșef - cunoscut sub numele de „capo bastone” în unele organizații criminale - ocupă a doua funcție ca importanță după boss. Acesta se asigură că profiturile obținute în urma activităților criminale ajung la boss și supraveghează selecția celor care devin caporegime și soldați.[5][6] Subșeful poate prelua controlul asupra familiei după moartea bossului. El păstrează această poziție până când este ales un nou șef.
- Consigliere -  cunoscut sub numele de consilier sau „mâna dreaptă” - este consilierul bossului din fruntea unei familii. Șeful, subșeful și consigliere-ul constituie „Administrația”.[8] Ca importanță, funcția de consigliere este pe locul trei în ierarhie, dar de obicei nu are un capo sau soldați care să lucreze direct pentru el.[5][6] La fel ca liderul, există de obicei un singur consigliere în fiecare organizație criminală.[5]
- Caporegime - cunoscut sub numele de căpitan, comandant, capo, „șef de gașcă” sau capodeina⁠(d) - este o funcție a cărei scop principal este supravegherea a cât se poate de mulți soldați.[5][6] Un caporegime este numit de către boss pentru a conduce propria borgata (în română echipă) de soldato (în română soldați). Fiecare caporegime este controlat de un subșef care îi permite să efectueze activități criminale. Dacă familia decide să ucidă pe cineva, subșeful solicită în mod normal unui caporegime să execute ordinul. Soldații acestuia îi dau o parte din câștigurile lor, iar el își împarte venitul cu subșeful. Un caporegime poate recomanda subșefului sau bossului ca unui recrut să i se permită să se alăture echipajului său ca asociat.
- Soldato - cunoscut sub numele de sgarrista, soldat, button man, made man, wiseguy sau goodfella - este cel mai slab grad din organizație.[5][6] Un soldat trebuie să depună un jurământ al tăcerii[5][6] și în unele organizații trebuie să fi ucis cel puțin o persoană pentru a putea fi considerat man made.[9][10] Un picciotto este un subsoldat, de obicei o persoană care se ocupă cu amenințări, bătăi și intimidări.[11]
- Asociat - cunoscut sub numele de "giovane d'onore" (în română om de onoare) - este o persoană care nu ocupă funcția de soldat într-o familie, dar lucrează pentru ei și participă la activități și obține profituri din întreprinderile familiei.[5] În organizațiile criminale italiene, „asociații” sunt de obicei membri ai organizației criminale care nu sunt de origine italiană.[11]

Pentru propria sa protecție, donul își structurează anturajul în așa fel încât poliția să nu-l poată implica în activitățile pe care le cercetează. De fiecare dată când emite ordine, o face prin subșeful său, prin consigliere sau prin capos. Ordinele sunt apoi transmise soldaților. Această organizare împiedică implicarea directă a unui don în activitățile ilegale pe care o familie le desfășoară deoarece acesta nu dă aproape niciodată ordine direct soldaților.

## Mr. Big
Termenul Mr. Big este utilizat în lumea interlopă și în reportajele media despre persoanele asociate crimei organizate se referă la liderul unui grup implicat în activități criminale. Uneori șefii unei așa-numite gangland sunt denumiți Mr. Big, în special când persoana în cauză nu poate fi numită din motive legale. Termenul indică și faptul că persoana este implicată în big-time crime, i.e. activități riscante precum jaf armat⁠(d).
Un dicționar de argou criminal din 1945 din Statele Unite menționează că termenul Big Brains indică „un lider de bandă”, dar nu precizează și pe Mr. Big.